# شهيباء رويلينية
الشهيباء الرويلينية (الاسم العلمي: Lallemantia royleana) هي نوع نباتي يتبع جنس الشهيباء من الفصيلة الشفوية. 

## الموئل والانتشار
ينتشر في بلاد الشام وجنوب القوقاز.